# Dombaj
Dombaj (ros. Домбай; karacz.-bałk. Доммай) – osiedle typu miejskiego i kurort górski w Rosji, w Karaczajo-Czerkiesji, na północnych stokach Wielkiego Kaukazu, nad rzeką Teberdą (dopływem Kubania), 108 km od stolicy republiki Czerkieska.
 644 mieszkańców (2013).
Leży na wysokości 1630 m n.p.m., na terenie Teberdyńskiego Rezerwatu Przyrody. Miejscowość przyciąga dobrą infrastrukturą turystyczną (2 gondolowe kolejki linowe, 6 wyciągów krzesełkowych), możliwościami uprawiania turystyki pieszej i konnej, warunkami śniegowymi i przyrodą gór Kaukazu. Wyciągi i trasy narciarskie znajdują się na zboczach górskich na wysokościach od 1800 do 3200 m n.p.m. Najwyższym szczytem w pobliżu jest Dombaj-Ulgen (4046 m n.p.m.). Dombaj jest otoczony całorocznie ośnieżonymi szczytami i lodowcami.
Ruch turystyczny w Dombaju wzrósł w latach 20. XX w., w 1921 roku uruchomiono pierwszą bazę turystyczną. Liczne obiekty służące obsłudze ruchu turystycznego (hotele, domy wczasowe, restauracje, koleje linowe) zostały zbudowane na mocy dekretu rady ministrów z 1960 roku. Dombaj uzyskał status osiedla miejskiego w 1965 roku.